# Juan Carlos Arce (scrittore)
Juan Carlos Arce (Albacete, 1958) è uno scrittore e drammaturgo spagnolo.
È anche giurista a Madrid (ex avvocato del consiglio generale giudiziario).
Ha effettuato delle conferenze sulle sue opere molte volte ad Albacete e in altri luoghi.
Ha vinto il Premio Fernando Lara de Novela per Los colores de la guerra (I colori della guerra) e il premio universitario per le opere teatrali per Para continuar quemando preguntas (Per continuare brucianti domande).

## Opere
- Melibea no quiere ser mujer (Melibea non vuol essere donna)
- Par seguir quemando preguntas (Per continuare brucianti domande)
- La chistera sobre las dunas (La tuba sulle dune)
- Retrato en blanco (Ritratto in bianco)
- La segunda vida de doña Juana Tenorio (La seconda vita della signora Juana Tenorio)
- La mitad de una mujer (La metà di una donna)
- La orilla del mundo (I confini del mondo)
- El aire de un fantasma (L'aria di un fantasma)
- La noche desnuda (La notte nuda)